# فلساو
فلساو (به آلمانی: Flessau) یک منطقهٔ مسکونی در آلمان است که در استربورگ (آلتمارک) واقع شده‌است. فلساو ۱٬۰۰۳ نفر جمعیت دارد.